# The Spooks
The Spooks is een hip-hopcollectief uit Philadelphia, Pennsylvania, VS. Het werd in 1995 opgericht. De teksten van de groep richten zich vooral op sociale, persoonlijke en politieke problemen. De groep is vooral bekend vanwege hun single Things I've Seen uit 2000, van hun eerste album S.I.O.S.O.S. De single was vooral in Europa populair en behaalde de gouden status in België, Zweden en Frankrijk.
Rapper Water Water stapte voor het verschijnen van het tweede album Faster Than You Know in 2003 uit de groep. Net voor het uitbrengen van de plaat overleed hij tijdens een auto-ongeluk.

## Bezetting
- Mr Booka-T, alias Bookaso, rapper
- Water Water, alias Aqua Dinero, rapper (stapt in 2003 uit de band en verongelukt in hetzelfde jaar)
- Hypno, rapper
- J.D., alias Vengeance, rapper
- Ming-Xia, zangeres

## Discografie

### Albums
| Jaar | Album                |
| ---- | -------------------- |
| 2000 | S.I.O.S.O.S. Vol.1   |
| 2003 | Faster Than You Know |

### Singles
| Jaar | Lied                 | Opmerkingen                 |
| ---- | -------------------- | --------------------------- |
| 2000 | Sweet Revenge        | opnieuw uitgebracht in 2001 |
| 2000 | Things I've Seen     | in 2001 Alarmschijf         |
| 2001 | Karma Hotel          | -                           |
| 2001 | Yes                  | -                           |
| 2001 | I Believe            | -                           |
| 2001 | Sweet Revenge        | -                           |
| 2001 | Swindley's Maracas   | -                           |
| 2003 | Faster Than You Know | met Chali 2na               |
| 2003 | Still Gonna Do It    | met Evil Dee                |
| 2003 | Crazy                | met Supa Dave West          |
| 2003 | Break                | -                           |
| 2003 | Around The World     | -                           |
| 2003 | Change               | -                           |
| 2003 | Don't Be Afraid      | -                           |

## Referentie
1. ↑  Biografie op mtv.de (pagina niet meer beschikbaar)